# Sorø (općina)
Sorø je općina u danskoj regiji Zeland.

## Zemljopis
Općina se nalazi u središnjem dijelu otoka Zelanda, prositire se na 311,05 km2.

## Stanovništvo
Prema podacima o broju stanovnika iz 2010. godine općina je imala 29.522 stanovnika, dok je prosječna gustoća naseljenosti 	94,91 stan/km2. Središte općine je grad Sorø.

### Veća naselja
| Veća naselja u općini |               |                    |
| Br.                   | Naselje       | Stanovnika (2010.) |
| 1                     | Sorø          | 7.743              |
| 2                     | Dianalund     | 3.924              |
| 3                     | Frederiksberg | 3.397              |
| 4                     | Stenlille     | 2.026              |
| 5                     | Ruds Vedby    | 1.760              |
| 6                     | Fjenneslev    | 827                |
| 7                     | Nyrup         | 441                |
| 8                     | Munke Bjergby | 325                |
| 9                     | Vedde         | 306                |
| 10                    | Tersløse      | 228                |

## Vanjske poveznice
- Službena stranica općine